# Bucida molinetii
Bucida molinetii es una especie de planta fanerógama pertenecientge a la familia Combretaceae. Es originaria de Cuba donde se encuentra en la Provincia de La Habana y en Matanzas.  Está considerada en peligro de extinción por la pérdida de hábitat.

## Descripción
Son arbustos o árboles pequeños que alcanzan un tamaño de hasta 6 m de altura; las ramas siempre con espinas. Las hojas de 0.5-2 × 0.3-0.7  cm, obovadas o angostamente obovadas, generalmente glabras, la base angostamente cuneada, el ápice redondeado a obtuso o retuso; pecíolo 0-0.2 cm. Inflorescencias subcapitadas; pedúnculo 0.5-4 cm; raquis 0.1-1.5 cm. Flores 3-13, 3-5 mm, glabras o subglabras, verde amarillentas. Frutos 2.5-6 × 1.7-3.5 mm incluyendo el rostro de 1-2 mm, muy delgado, glabros a esparcidamente pelosos, la parte superior del hipanto frecuentemente caduca.

## Hábitat
Se encuentra en las sabanas pantanosas cerca de la costa.

## Taxonomía
Bucida molinetii fue descrita por (M.Gómez) Alwan & Stace y publicado en Annals of the Missouri Botanical Garden 76(4): 1127. 1989.
Sinonimia
- Bucida correlliana Wilbur
- Bucida ophiticola Bisse
- Bucida spinosa Jenn.
- Terminalia angustifolia C.Wright
- Terminalia molinetii M.Gómez[4]